# Veszélyeztetett fajok (televíziós sorozat)
A Veszélyeztetett fajok (eredeti cím: Endangered Species) kanadai televíziós 3D-s számítógépes animációs sorozat, amelyet Asaph Fipke alkotott. A zenéjét Steffan Andrews szerezte, a producer Asaph Fipke. Kanadában 2015. március 3-ától a Teletoon vetíti, Magyarországon 2016. június 16-ától a Megamax és a TV2 Kids sugározza.

## Ismertető
Együtt él három jó barát: a mogorva, és rendszerető mókus, Móki, a hiperaktív nyuszi, Nyüzsi és egy (nem) kicsit hibbant sirály barátjuk, Sanyi. Olyannyira jó barátok, hogy mindig nagy kalandokba - vagy épp slamasztikába kerülnek.

## Szereplők
| Magyar név | Eredeti név | Eredeti hang       | Magyar hang    |
| ---------- | ----------- | ------------------ | -------------- |
| Nyüzsi     | Pickle      | Tabitha St. Germán | Molnár Ilona   |
| Móki       | Merl        | Sam Vincent        | Háda János     |
| Sanyi      | Gull        | Lee Tockar         | Kerekes József |

## Epizódok
| #  | Eredeti cím                                           | Magyar cím        | Eredeti premier   | Magyar premier   |
| -- | ----------------------------------------------------- | ----------------- | ----------------- | ---------------- |
| 1  | The Fast and the Furriest; Wish You Were Here         | 2014. március 17. | 2015. március 3.  | 2016. június 16. |
| 1  | "Bouncing Bunny, Hidden Squirrel; Innards Space"      | 2014. március 17. | A móki múzeum.    | 2016. június 16. |
| 2  | Raiders of the Lost Throne Room /Stump of Horrors     | 2014. március 17. | 2015. március 17. | 2016. június 17. |
| 2  | My Best Friend Shlitzy / DAWG!!                       | 2014. március 17. | 2015. március 17. | 2016. június 17. |
| 3  | 10 Minutes To Cookies /Merry Garbage Day              | 2014. március 17. | 2015. március 17. | 2016. június 18. |
| 3  | Fashloose Fever/FrankenStump                          | 2014. március 17. | 2015. április 1.  | 2016. június 18. |
| 4  | Gone Buddy Gone / Just Us Leauge of Heroes            | 2014. március 18. | 2015. április 14. | 2016. június 19. |
| 4  | Collecting Merl/ Family Fun Day                       | 2014. március 18. | 2015. április 21. | 2016. június 19. |
| 5  | Borderline Nuts/ Gull in Thights                      | 2014. március 19. | 2015. április 29. | 2016. június 20. |
| 5  | Mosquitos Mo' Problems Merl'                          | 2014. március 19. | 2015. április 29. | 2016. június 20. |
| 6  | Speechless/Rear WindOW                                | 2014. március 19. | 2015. április 29. | 2016. június 21. |
| 6  | Muck Raking / Size Matters, Yes                       | 2014. március 19. | 2015. április 29. | 2016. június 21. |
| 7  | Walk Around in Each Other's Paws/Hotel Merl           | 2014. március 19. | 2015. április 29. | 2016. június 22. |
| 7  | Quality Time/Pickle Says Relax                        | 2014. március 19. | 2015. április 29. | 2016. június 22. |
| 8  | The Basement/Gull to Sleep                            | 2014. március 19. | 2015. április 29. | 2016. június 23. |
| 8  | Flying Squirrel/E.A.T.Y.                              | 2014. március 20. | 2015. április 30. | 2016. június 23. |
| 9  | Hinden Stump/Pickle Productions                       | 2014. március 20. | 2015. április 30. | 2016. június 24. |
| 9  | Dilly Comes To Town/Beard Goggles                     | 2014. március 20. | 2015. április 30. | 2016. június 24. |
| 10 | Gull-Patterned Baldness/Fame and Fortune              | 2014. március 20. | 2015. április 30. | 2016. június 25. |
| 10 | Nutty Buddy Goes Nuts/The Fable                       | 2014. március 20. | 2015. április 30. | 2016. június 25. |
| 11 | Locked Out/Where No Stump Has Gone Before             | 2014. március 21. | 2015. május 5.    | 2016. június 26. |
| 11 | Pillow Fight of the Century/Gull Proof                | 2014. március 21. | 2015. május 5.    | 2016. június 26. |
| 12 | Family Puzzle Night/Tub of Troubles                   | 2014. március 21. | 2015. május 12.   | 2016. június 27. |
| 12 | What a Long,Strange Camping Trip It's Been/Cage Match | 2014. március 21. | 2015. május 19.   | 2016. június 27. |
| 13 | Disaster Drill Disaster/Gull Goes to the Moon         | 2014. március 22. | 2015. május 26.   | 2016. június 28. |
| 13 | Squirrel Plague/Cliffhanger                           | 2014. március 22. | 2015. június 2.   | 2016. június 28. |